# ثييتريثم فاينل فانتسي
ثييتريثم فاينل فانتسي (بالإنجليزية: Theatrhythm Final Fantasy‎؛ باليابانية: シアトリズム ファイナルファンタジー‎، ‏شيانوريزومو فاينارو فانتاجيه) هي لعبة فيديو إيقاعية 2012 من تطوير شركة إنديسزيرو ونشر سكوير إنكس حصرياً على نظام نينتندو 3دي إس وآي أو إس. وهي مستندة على سلسلة ألعاب فاينل فانتازي، تنطوي اللعبة على استخدام شاشة اللمس لعرض قطع موسيقية مختلفة من السلسلة. أصدرت اللعبة في اليابان في فبراير 2012، وأمريكا الشمالية وأستراليا وأوروبا في يوليو 2012. وإصدار آي أو إس في ديسمبر 2012. وصدرت تتمة بعنوان ثياتريذم فاينل فانتازي: كرتين كول، في عام 2014. وهناك لعبة ثالثة على سلسلة دراغون كويست، ثياتريذم دراغون كويست، صدرت في 2015.

## وصلات خارجية
- الموقع الرسمي (اليابان)
- الموقع الرسمي (أمريكا الشمالية)
- الموقع الرسمي (أوروبا)